# Iris nigricans
L'Iris nigricans és una espècie de planta amb flor de la família Iridaceae i del gènere Iris, concretament pertany a la família, sense valor científic, dels anomenats Iris negres. És la flor nacional de Jordània després de l'aprovació d'un decret reial. És una planta endèmica de Jordània. Actualment es troba en estat vulnerable en estimar-se una població aproximada de 5.000 individus madurs molt concentrats en una àrea elongada de Jordània, a l'est de la Mar Morta, i que engloba les zones de prop d'Amman i Karak. La població està actualment en regressió.

## Taxonomia
L'Iris nigricans és una de les vuit espècies del gènere Iris natives de Jordània. Es pot confondre amb altres espècies de coloració negra del mateix gènere, de les quals moltes es troben en perill o ja estan extingides:
- Iris vartanii; presentava flors de color blau cel; actualment està extingida.
- Iris atrofusca; fa flors negres i es troba en perill.
- Iris atropurpurea; presenta flors negres. Malgrat que és un planta força cultivada, és vulnerable en estat salvatge.
- Iris petrana; fa flors negres.
- Iris germanica; fa flors de color porpra o blau .
- Iris postii; fa flors porpres.
- Iris edomensis; presenta flors blanques amb punts negres, es troba en perill.
- Iris aucheri; presenta colors diversos.

## Característiques
L'Iris nigricans és una planta perenne amb un rizoma robust i compacte que viu als camps i estepes de Jordània, on es coneix amb el nom de sawsan aswad, en referència al color negre-porpra de les seves flors. Les flors de l'Iris nigricans són de color negre-porpra i fan entre 12 i 15 centímetres de diàmetre; les tiges de les plantes fan uns 35 centímetres d'alçada i presenten fulles recorbades. La planta necessita insolació directa, així com un bon drenatge. És una espècie endèmica de Jordània i es considera en perill d'extinció (vulnerable). Presenta característiques similars amb una altra espècie del gènere, l'Iris petrana, però es diferencien perquè la I. nigricans té les fulles i les flors més petites.

### Bioquímica
El gènere Iris sol presentar importants isoflavonoides, i l'Iris nigricans també en conté. En alguns estudis recents, s'han pogut aïllar alguns compostos químics de les fulles, el rizoma i les flors de l'Iris nigricans. Segons l'estudi, es va trobar manififerina als rizomes, iristectorigenina A a les fulles i proantocianidina a les flors.